# Sven Hedengran
Sven Hedengran, född 11 december 1731, död 6 december 1809 i Jakob och Johannes församling, Stockholm, var en svensk assessor och amatörmusiker.
Hedengran var packhusinspektör och assessor i Generaltulldirektionen, samt registrator i Tullverket. Han var en god pianist och cembalist i Utile Dulci. Hedengran invaldes som ledamot nr 56 av Kungliga Musikaliska Akademien den 27 mars 1773.